# Schaerbeek
Schaerbeek (fransk navn) eller Schaarbeek (hollandsk navn) er en by og en af de 19 kommuner i Belgien som udgør hovedstadsregionen Bruxelles. Kommunen ligger i den nordøstlige del i regionen. Den grænser til Bruxelles Kommune mod nord, Evere mod øst, samt til Woluwe-Saint-Lambert, Etterbeek, Bruxelles Kommune og Saint-Josse-ten-Noode mod syd. Som alle kommuner i Bruxelles-regionen er den lovmæssigt tosproget (fransk-hollandsk).
Pr. 1. januar 2025 havde kommunen 129.775 indbyggere. Det samlede areal var 7,9 km2, og befolkningstætheden 16.424/km2.

## Kendte mennesker fra Schaerbeek
- Pierre Alechinsky
- Natacha Atlas
- Jacques Brel
- Joseph Cardijn
- Paul Deschanel
- Virginie Efira
- Georges Grün
- Camille Jenatzy
- Jean Roba
- Paul-Henri Spaak